# What the Hell
What the Hell (ang. Co do diabła?) – piosenka nagrana przez kanadyjską piosenkarkę Avril Lavigne, pochodząca z jej albumu Goodbye Lullaby. Wydana jako pierwszy singel 11 stycznia 2011 roku w formie dystrybucji cyfrowej. Została napisana przez Avril Lavigne, Maxa Martina oraz Shellbacka.

## Tło i wydanie
W listopadzie 2010 roku Lavigne ogłosiła przez swoją stronę internetową, że jej czwarty album, Goodbye Lullaby, jest gotowy do wydania. Dodatkowo poinformowała, że na główny singel wybrano utwór „What the Hell”. 27 grudnia 2010, w wywiadzie dla MTV, piosenkarka nazwała go bardzo zabawnym i wesołym. Po raz pierwszy został zaprezentowany 31 grudnia 2010 roku, podczas Dick Clark’s New Year’s Rockin’ Eve. Przez następne dwa dni piosenkę można było darmowo pobrać za pośrednictwem oficjalnego profilu Avril Lavigne na Facebooku.

## Kontekst
Gil Kaufmana z MTV nazwał piosenkę „deklaracją niezależności dawnej gwiazdy nastolatków, która z powrotem szturmuje świat muzyki”. Jego zdaniem tematyka utworu opiera się na związku Lavigne z Deryckem Whibleyem oraz na nieporozumieniach między nią a jej wytwórnią płytową.
Jody Rosen z Rolling Stone określił „What the Hell” jako hymn o grzecznej dziewczynie, która późno wraca z szalonej imprezy i kłóci się ze swoim chłopakiem. Sama piosenkarka przedstawiła piosenkę jako najbardziej popową, najmniej osobistą, o tematyce wolności osobistej. Bill Lamb z About.com, podobnie jak Gil Kaufman, zasugerował, że tekst utworu oparty jest na separacji i rozwodzie Lavigne z Whibleyem.

## Krytyka
| About.com       | 4/5 gwiazdek   |
| Digital Spy     | 5/5 gwiazdek   |
| Idolator        | korzystna      |
| MTV             | korzystna      |
| Rolling Stone   | 3.5/5 gwiazdek |
| Stereoboard.com | zróżnicowana   |

Wielu krytyków zauważyło podobieństwo utworu do wcześniejszego wizerunku Avril Lavigne zza czasów krążka The Best Damn Thing.
Telewizyjna stacja MTV stwierdziła, że „What the Hell” ze swoją energią oraz gorącą atmosferą jest bardzo podobny do innego hitu Lavigne, „Girlfriend”. Jody Rosen z Rolling Stone przyznał piosence 3.5 na 5 gwiazdek i nazwał ją jedną z najszybciej wpadających piosenek Avril. Idolator określił utwór jako „bardzo przyjemny w słuchaniu” i nazwał go „królem każdego iPoda”. Nick Levine z Digital Spy odznaczył „What the Hell” 5 na 5 gwiazdek, chwaląc głównie refren. Tak jak stacja MTV zauważył jego podobieństwo do „Girlfriend”, uznając go przy tym „nieco słabszą wersją”. Bill Lamb z About.com pochwalił utwór, za niezwykle ożywiony rytm, który przypominana brzmienie z albumu The Best Damn Thing. Stereoboard.com zasugerował, że „kawałek jest momentami mocno denerwujący”, stwierdzając przy tym, że „What the Hell” przypomina starą, kochaną Avril Lavigne, z charakterystycznym dla siebie, pop-rockowym rytmem.

## Teledysk
Wideo promujące pierwszy singel z albumu Goodbye Lullaby zostało nakręcone w grudniu 2010, przez 3 dni. Jego reżyserem był Marcus Raboy. Za kulisami ujawniono, że teledysk został nagrany w wersji 3D.
Premiera teledysku odbyła się 23 stycznia 2011 na kanałach ABC Family i 4Music.
Klip rozpoczyna się od ujęcia, w którym Lavigne i jej chłopak leżą w łóżku. Następnie Avril podchodzi do lustra i perfumuje się swoimi dwoma zapachami: Black Star oraz Forbidden Rose. Dziewczyna zamyka swojego chłopaka w garderobie i ucieka z mieszkania. W kolejnej scenie kradnie taksówkę, a jej ukochany goni ją na rowerze. Później wysiada z taksówki, która uderza w inny samochód. Gra w koszykówkę, jednak musi dalej uciekać przed swoim chłopakiem. Następnie Avril wpada na sklep, w którym znajdują się ubrania Abbey Dawn. W tej scenie pojawia się matka piosenkarki, która gra pracowniczkę w owym sklepie. W kolejnej scenie dziewczyna razem ze swoim zespołem wykonuje „What the Hell” w klubie. Teledysk kończy się ujęciem Lavigne i jej chłopaka leżących w łóżku.

## Listy utworów i formaty
| Lp.                  | Tytuł                                  | Czas |
| -------------------- | -------------------------------------- | ---- |
| Digital download     |                                        |      |
| 1.                   | „What the Hell"                        | 3:39 |
| Digital download „2” |                                        |      |
| 1.                   | „What the Hell" (Album Version)        | 3:39 |
| 2.                   | „What the Hell" (Instrumental)         | 3:38 |
| Japan CD Single      |                                        |      |
| 1.                   | „What the Hell" (Vandalism Le Pop Mix) | 3:39 |
| 2.                   | „Alice” (Extended version)             |      |
| 3.                   | „What the Hell" (Instrumental)         | 3:38 |

## Pozycje na listach i certyfikaty
| Lista przebojów (2011)                   | Najwyższa pozycja |
| ---------------------------------------- | ----------------- |
| Australia (ARIA)                         | 6                 |
| Belgia (Ultratop Flandria)               | 24                |
| Belgia (Ultratop Walonia)                | 38                |
| Czechy (IFPI)                            | 11                |
| Francja (SNEP)                           | 57                |
| Holandia (Dutch Top 40)                  | 93                |
| Irlandia (IRMA)                          | 30                |
| Japonia (Japan Hot 100)                  | 2                 |
| Kanada (Canadian Hot 100)                | 8                 |
| Nowa Zelandia (RIANZ)                    | 5                 |
| Polska (Polish Airplay Top 100)          | 26                |
| Słowacja (IFPI)                          | 23                |
| Szwecja (Sverigetopplistan)              | 60                |
| Włochy (FIMI)                            | 15                |
| UK Singles (The Official Charts Company) | 27                |
| Billboard Hot 100                        | 13                |
| Hot Digital Songs (Billboard)            | 6                 |
| Hot Adult Pop Songs Tracks (Billboard)   | 17                |
| Hot Pop Songs (Billboard)                | 21                |

| Państwo   | Certyfikat |
| --------- | ---------- |
| Australia | Złoto      |

## Historia wydania
| Kraj              | Data             | Format           |
| ----------------- | ---------------- | ---------------- |
| Francja           | 10 stycznia 2011 | digital download |
| Meksyk            | 10 stycznia 2011 | digital download |
| Stany Zjednoczone | 11 stycznia 2011 | digital download |
| Wielka Brytania   | 16 stycznia 2011 | digital download |
| Japonia           | 2 lutego 2011    | CD Single        |
| Niemcy            | 25 lutego 2011   | CD Single        |